# Anatomia dell'irrequietezza
Anatomia dell'irrequietezza è un'opera letteraria dello scrittore inglese Bruce Chatwin. Il libro è stato pubblicato postumo nel 1997, radunando una serie di scritti inediti o pubblicati su riviste composti tra gli anni '70-'80. 

## Struttura
Nonostante l'eterogeneità dell'opera, è possibile ravvisare in essa i classici fili conduttori della produzione di Chatwin, ovvero il tema del viaggio, della scoperta, dello studio storico e sociale dell'uomo. La prima parte del volume, intitolata Horreur du domicile (espressione ripresa dai Journaux intimes di Charles Baudelaire) è prettamente autobiografica. In essa l'autore tratteggia la sua infanzia e la sua giovinezza, giungendo fino all'età matura, attraverso quattro scritti:
- Ho sempre desiderato andare in Patagonia (La formazione di uno scrittore), pubblicato sul The New York Times Book Review del 2 agosto 1983, pp. 6+34-36.
- Un posto per appendere il cappello, scritto per House & Garden.
- Una torre in Toscana.
- Andato a Timbuctù, pubblicato su Vogue nel 1970.

La seconda parte del libro comprende una serie di racconti. Questi scritti, sebbene frutto della fantasia dell'autore, attingono alle sue vicende autobiografiche. I racconti sono:
- Latte, pubblicato sul The London Magazine agosto-settembre 1977 e ristampata sul The London Magazine Stories.
- Le attrattive della Francia, apparso postumo ad opera del The Colophon Press di Londra nel 1993.
- Il patrimonio di Maximilian Tod, apparso nel 1979 sul Saturday Night Reader.
- Beduini, che compare anche, leggermente modificata nel libro dello stesso autore Le vie dei Canti.

La terza parte del libro riunisce tre testi relativi al nomadismo, che nelle intenzioni dell'autore avrebbero dovuto costituire il punto di partenza di un libro più ampio, sullo stesso argomento, che tuttavia non vide mai la luce (che egli cominciò a redigere ma che successivamente distrusse).
La quarta parte del libro comprende una serie di recensioni di opere letterarie.
L'ultima parte infine comprende due scritti di Chatwin nei quali l'autore esprime considerazioni sull'arte e sulle implicazioni del possesso di un'opera d'arte. In essi ritroviamo temi cari a Chatwin, approfonditi nel libro "Utz" in forma più letteraria, ma che di fatto costituiscono un argomento comune a tutte le sue opere.